# Klooster van Kemnade

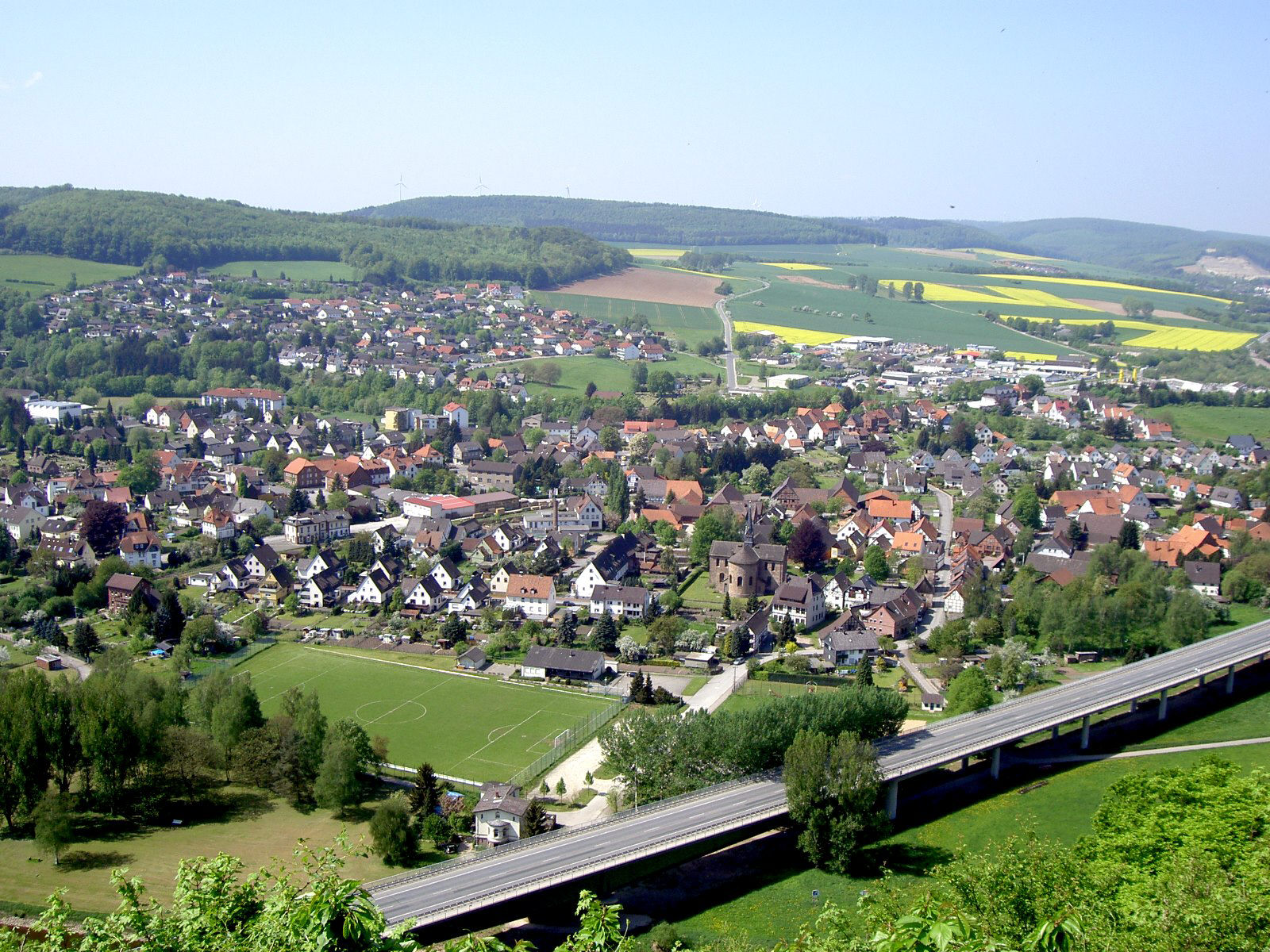
Foto van Bodenwerder-Kemnade

Het Klooster van Kemnade bij een voorde in de Wezer, waar de Lenne hierin uitmondt, werd rond 960 gesticht door twee zussen, Frederuna en Irma, in Kemnade, tegenwoordig een stadsdeel van Bodenwerder. Frederuna en Irma worden vaak als dochters van graaf Wichman I (-23 april 944) beschouwd.
Het klooster en het ernaast ontstane dorp ontlenen hun naam aan de kemenate, een van een stookplaats voorzien vertrek.
De eerste abdis was Frederuna. Door het erfgoed van de beide zusters was het klooster rijk aan bezittingen, het had goederen te Dölme en Forst bij Bevern, Grave bij Brevörde, Hehlen, Heyen, Hohe, Linse, Halle, Lüerdissen, Rühle, Tündern, gem. Hamelen, Ohr, Börry, Esperde, Latferden, Grohnde en Hajen, gem. Emmerthal, Pegestorf en Bodenwerder.
De voogden van de Abdij van Corvey behoorden tot het geslacht Van Northeim. De laatste van hun geslacht, graaf Siegfried IV van Boyneburg  (* rond 1095; † 27 april 1144) wilde zijn machtspositie versterken en zijn invloed op de bezittingen van de Abdij van Corvey vergroten. Daarom benoemde hij in dat jaar zijn broer Hendrik van Northeim tot abt van de Abdij van Corvey en zijn zuster Judith van Northeim (* rond 1120; † na 1150)  tot abdis van Kemnade. Graaf Volkwin II van Schwalenberg (* 1125; † 1177/78) probeerde vergeefs diens nichtje tot abdis te laten benoemen.
Na Siegfrieds dood in 1144 gingen de voogdijrechten van de Abdij van Corvey over op Herman II van Winzenburg.
Toen het klooster Kemnade onder leiding van Judith een slechte naam kreeg, liet de paus haar door Koenraad III verdrijven.
In 1147 schonk keizer Koenraad III van het Heilige Roomse Rijk de stiften Fischbeck en Kemnade aan de benedictijner Abdij van Corvey. Tot 1168 werd Kemnade vervolgens een monnikenklooster. Daarna stond het vijfentwintig jaar leeg. In 1542 werd het klooster opgeheven.

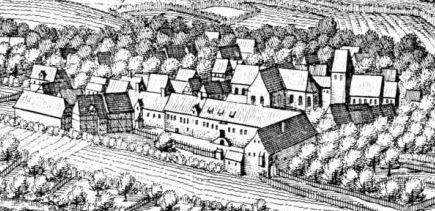
Restant van het klooster, midden 17e eeuw, Merian-ets

Afgezien van de kloosterkerk, resteert nog een in de loop der eeuwen sterk veranderd gebouw, dat tegenwoordig een gewoon woonhuis is.

## Kloosterkerk

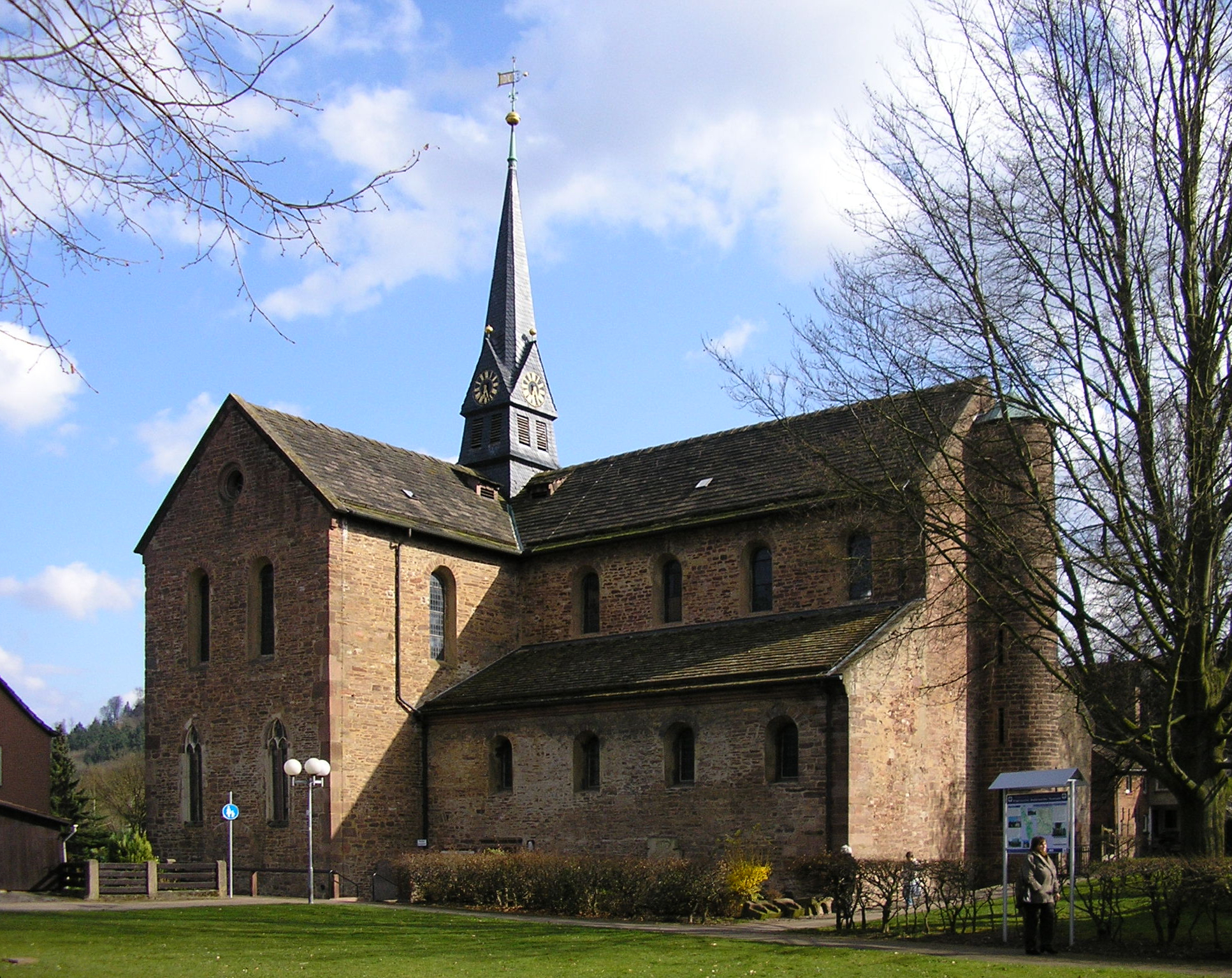
Stiftskerk Kemnade vanuit het noordwesten
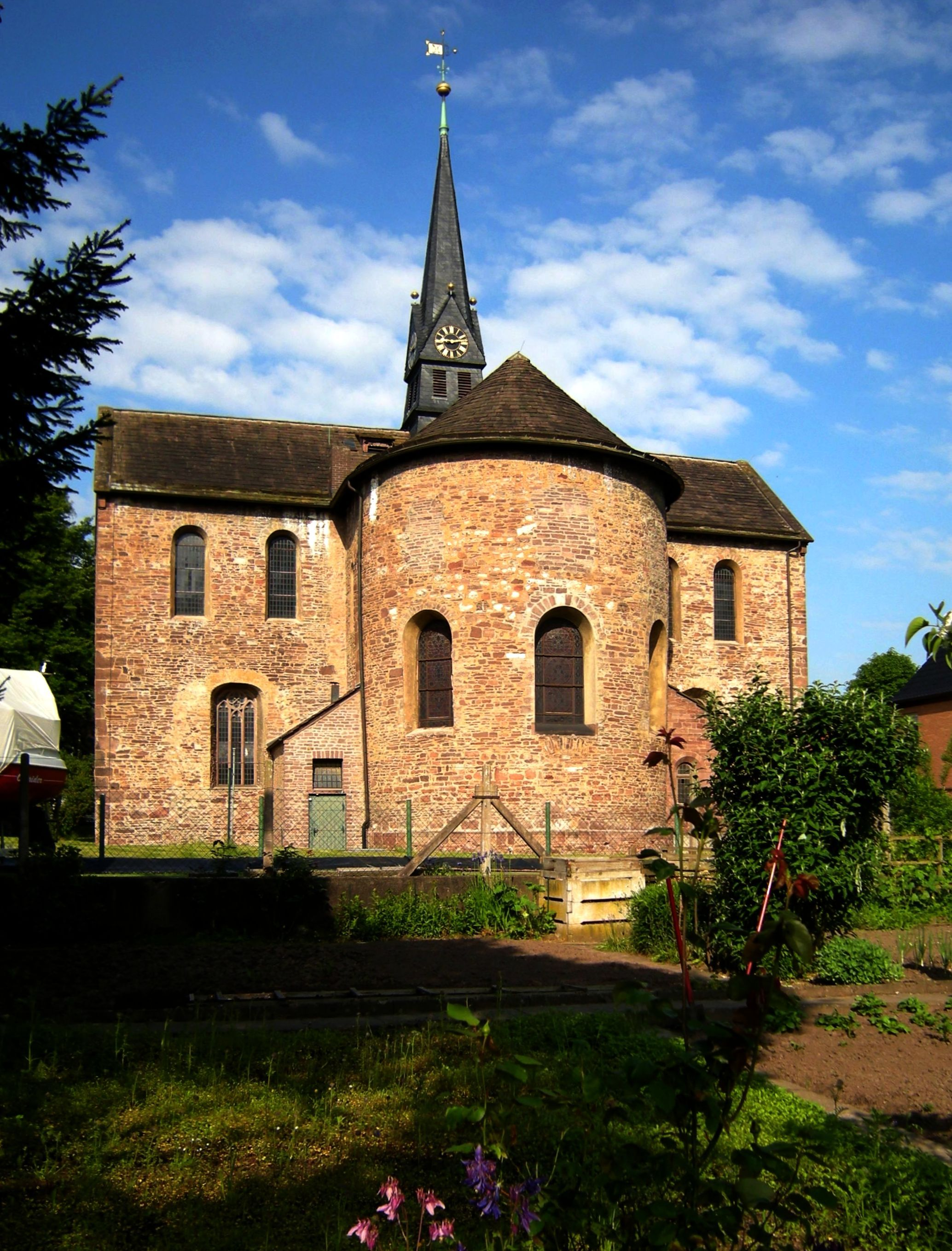
Oostzijde van de kerk met apsis
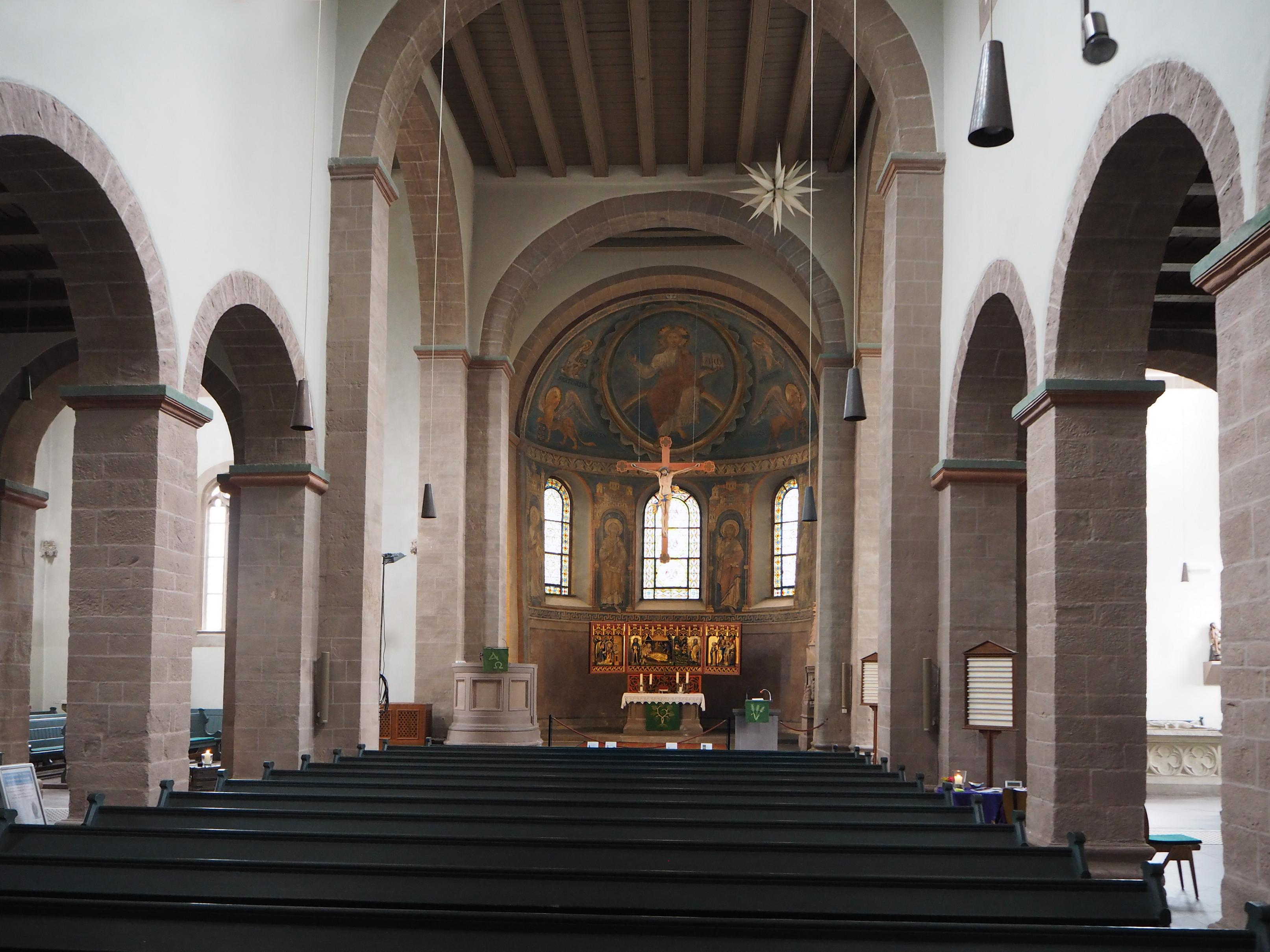
Interieur van de kerk
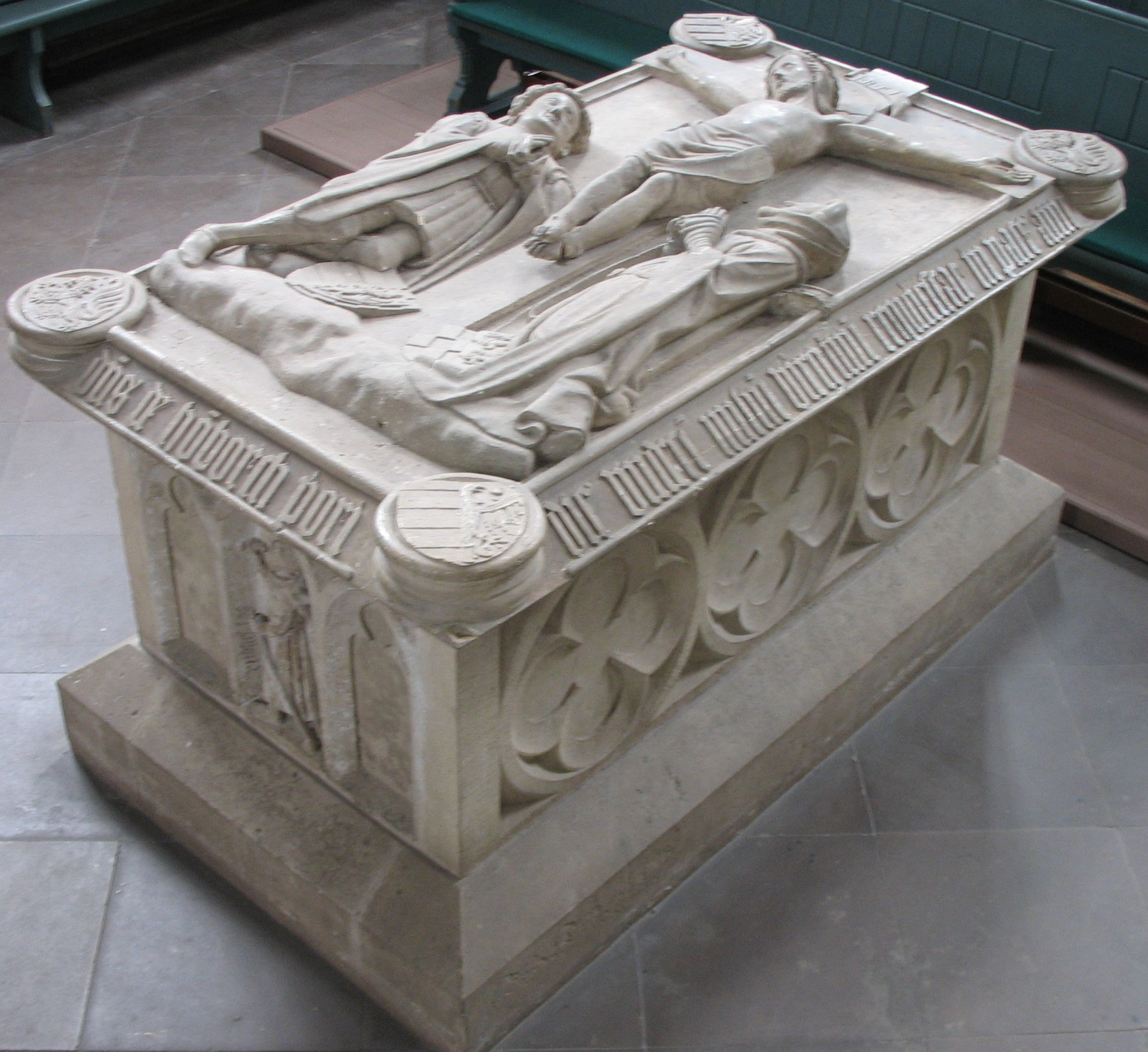
Graftombe voor Siegfried van Homburg en zijn echtgenote
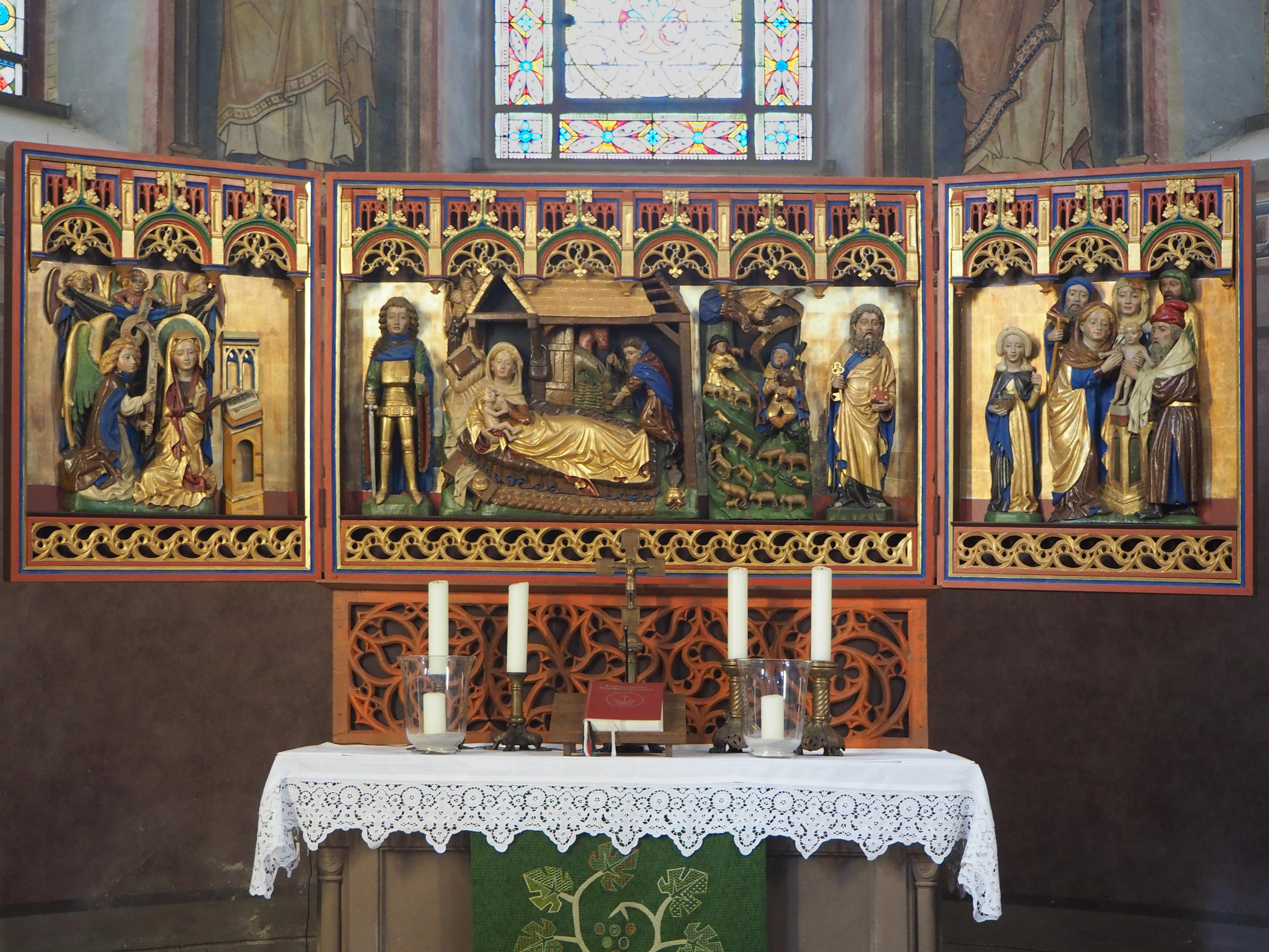
15e-eeuws retabel in deze kerk
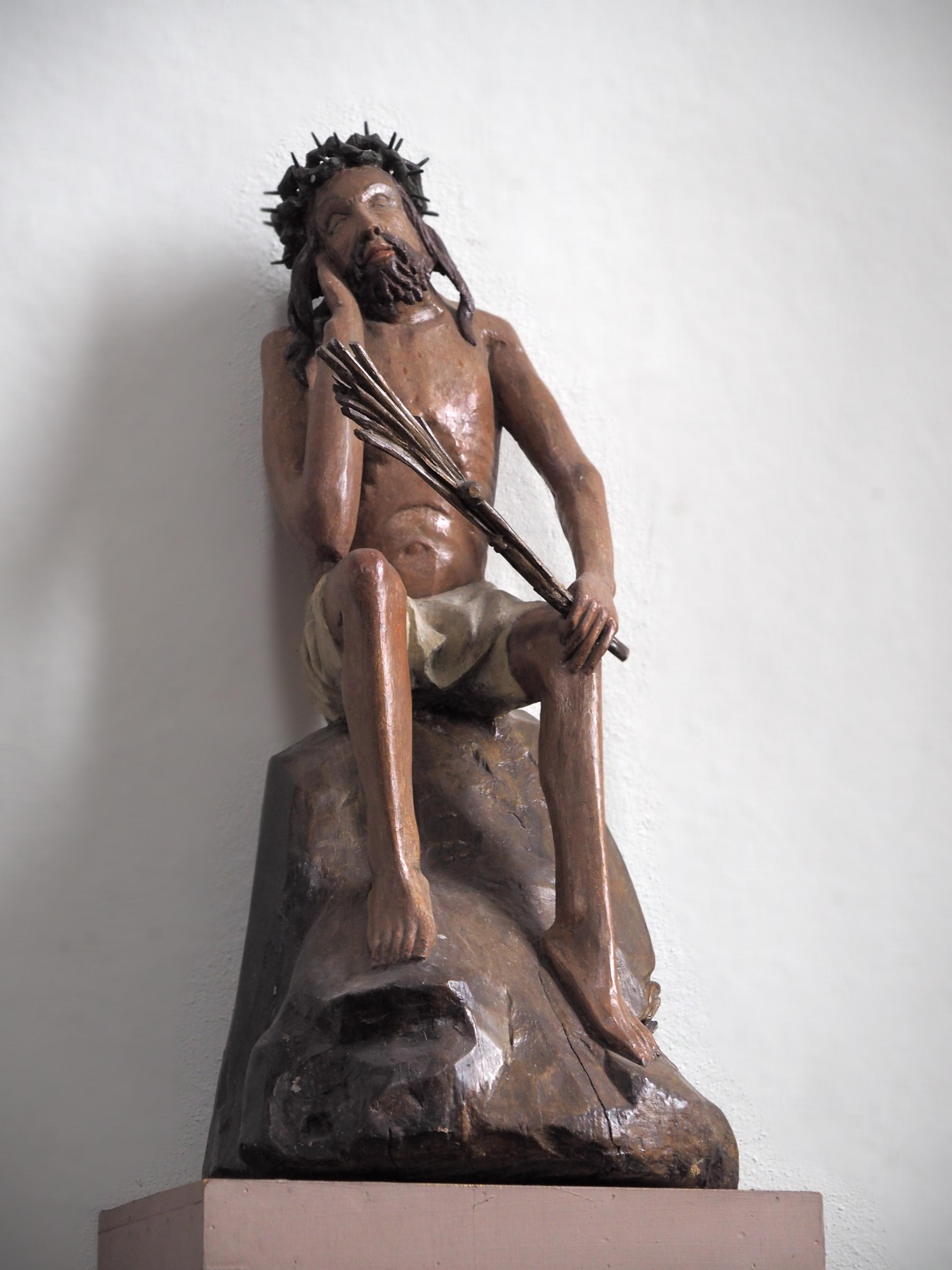
Een van de talrijke oude beeldhouwwerken in deze kerk: Christus op de koude steen (15e-eeuws)

De vooral van binnen zeer bezienswaardige, nog steeds bestaande aan Maria gewijde romaanse kloosterkerk werd in 1046 gewijd. Ze ligt te midden van de resten van de dorpskerk, gewijd aan Sint-Dionysius, en een ensemble van vakwerkhuizen. Het is een driebeukige pijlerbasiliek gebouwd uit lokale rode zandsteen met een vlak houten plafond. De vensters werden later in gotische stijl veranderd.
In de kerk werd in zijn familiegraf de „Leugenbaron“ von Münchhausen bijgezet. Op het graf is slechts een eenvoudige grafsteen gelegd. Ook is de sarcofaag van de in 1380 overleden graaf Siegfried van Homburg (uit het geslacht, dat het Rijksgraafschap Spiegelberg te Coppenbrügge bestreed en versloeg) bewaard gebleven.
Na in de Dertigjarige Oorlog (1618-1648) beschadigd te zijn geraakt werd de westtoren afgebroken en het westelijk deel van de kerk 20 meter ingekort. De beschildering van het koor stamt uit de negentiende eeuw.